# 杜比夫卡 (特羅斯佳涅齊區)
48°17′14″N 29°7′43″E / 48.28722°N 29.12861°E
杜比夫卡（烏克蘭語：Дубівка），是烏克蘭的村落，位於該國西南部文尼察州，由海辛區負責管轄，始建於1930年，面積0.2平方公里，海拔高度213米，2001年人口26，人口密度每平方公里130人。